# Michael Altieri
Michael Altieri (3 de octubre de 1983) es un exluchador profesional estadounidense, más conocido por su nombre en el ring Batts Mikey. En la actualidad trabaja para la World Wrestling Entertainment como árbitro.

## Carrera
Altieri fue entrenado por su primo, Billy Kidman, además de aprender con Roderick Strong en la escuela NWA Florida.

## En lucha
- Movimientos finales
  - Batts Beater (Kip-up frankensteiner)[1]
  - Napoleon Complex (Running sunset flip powerbomb)[1]
  - Phoenix splash[1]

- Movimientos de firma
  - Hurricanrana[1]
  - Plancha[1]
  - Springboard frog splash[1]

- Apodos
  - "Straight Up"[1]

## Campeonatos y logros
- Defiant Pro Wrestling

- DPW Crusierweight Championship (1 vez)

- NWA Florida

- NWA Florida X Division Championship (1 vez)